# فادي الهدمي
فادي عرفات سليم الهدمي (وُلد في 4 نوفمبر 1977 في القدس) اقتصادي فلسطيني، شغل منذ أبريل 2019 وحتى مارس 2024 منصب وزير وزارة شؤون القدس ضمن حكومة محمد اشتية. كما عمل سابقًا مديرًا عامًا لغرفة تجارة وصناعة وزراعة القدس.

## حياته الشخصية
يحمل الهدمي درجة البكالوريوس في إدارة الأعمال من الجامعة الأمريكية بالقاهرة، ودرجة ماجستير العلوم في إدارة وتنفيذ مشاريع التنمية من معهد جامعة مانشستر للعلوم والتكنولوجيا في المملكة المتحدة.
كان والده عرفات الهدمي طبيبًا ورئيسًا للهيئة الإدارية في مستشفى جمعية المقاصد الخيرية الإسلامية في القدس. الهدمي متزوج ولديهما ثلاث أبناء.

## الحياة العملية
تولى منصب المدير العام لغرفة تجارة وصناعة القدس. كما شغل عضوية العديد من اللجان الاجتماعية والتطوعية في القدس حيث يعتبر من الأعضاء الفاعلين في الهيئة الإسلامية العليا ومجلس نادي الهلال، تنظيم وجمعية حماية الأسرة والجمعية الفلسطينية لصاحبات الأعمال أصالة، ومؤسسة التعليم من أجل التوظيف.
عمل مديرًا للمنح ومتخصصًا في تنمية القدرات في البرامج الممولة من الوكالة الأمريكية للتنمية الدولية التي تنفذها خدمات الإغاثة الطبية الكاثوليكية، ومسؤولاً لبرامج في مشروع البنك الدولي للمنظمات غير الحكومية الفلسطينية كجزء من فريق جمعية الرعاية الاجتماعية. وعمل محللاً لبرنامج تنمية المجتمع المدني مع برنامج الأمم المتحدة الإنمائي “UNDP” لأربع سنوات.
في 13 أبريل 2019، أدى اليمين الدستورية أمام الرئيس الفلسطيني محمود عباس وزيرًا لوزارة شؤون القدس ضمن حكومة محمد اشتية التي استمرت حتى 31 مارس 2024.
في 28 أكتوبر 2019، شكّل الرئيس محمود عباس اللجنة العليا للقدس، وعينه عضوًا فيها بصفته وزيرًا لشؤون القدس. واستمر حتى 31 مارس 2024.